# Cryptocoryne consobrina
Cryptocoryne consobrina är en kallaväxtart som beskrevs av Heinrich Wilhelm Schott. Cryptocoryne consobrina ingår i släktet Cryptocoryne och familjen kallaväxter. IUCN kategoriserar arten globalt som nära hotad. Inga underarter finns listade.